# Poraz

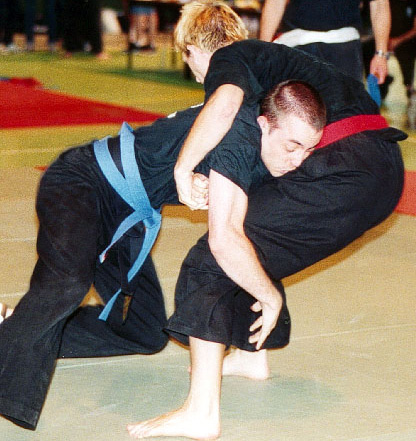
Poraz v jihovýchodoasijském formě zápasu zvané Naban (poraz vzad za obě nohy – shodné garde)

Poraz (anglicky takedown) je chvat, používaný v bojových sportech, zejména smíšených bojových uměních, zápasu a judu. Při porazu zápasník vyvede protivníka z rovnováhy zatížením nohou nebo jejich podtrhnutím a tím ho dostane na zem. 
Ve smíšených bojových uměních je tento chvat široce využíván. Poté, co bojovník dostane svého protivníka na zem, začne ho dobíjet a většinou tak vyhraje technickým KO.